# Kanton Ouistreham
Ouistreham is een kanton van het Franse departement Calvados. Het kanton maakt deel uit van het arrondissement Caen.

## Gemeenten
Het kanton Ouistreham omvatte tot 2014 de volgende 7 gemeenten:
- Bénouville
- Biéville-Beuville
- Blainville-sur-Orne
- Colleville-Montgomery
- Ouistreham (hoofdplaats)
- Périers-sur-le-Dan
- Saint-Aubin-d'Arquenay

Bij de herindeling van de kantons door het decreet van 17 februari 2014, met uitwerking op 22 maart 2015 werden volgende gemeenten aan het kanton toegevoegd:
- Cambes-en-Plaine
- Hermanville-sur-Mer
- Lion-sur-Mer
- Mathieu